# يان برايسون
يان برايسون (بالإنجليزية: Ian Bryson)‏ هو لاعب كرة قدم بريطاني، ولد في 26 نوفمبر 1962 في كيلمارنوك ‏ في المملكة المتحدة. لعب مع بريستون نورث إيند وشيفيلد يونايتد ونادي بارنسلي ونادي روتشديل ونادي كيلمارنوك.

## وصلات خارجية
- يان برايسون على موقع قاعدة بيانات كرة القدم.إي يو (الإنجليزية)
- يان برايسون على موقع Soccerbase.com (لاعب) (الإنجليزية)
- يان برايسون على موقع عالم كرة القدم.نت (الإنجليزية)